# Nash (Dakota Północna)
Nash – jednostka osadnicza w Stanach Zjednoczonych, w stanie Dakota Północna, w hrabstwie Walsh.